# 銀行櫃員
銀行櫃員（bank teller），簡稱銀行員、柜员，一般指在銀行分行櫃檯裡直接跟顧客接觸的銀行員工。
銀行櫃員在最前線工作，這是因為顧客進入銀行第一類人就是櫃員。櫃員負責偵察與及停止錯誤的交易，以避免銀行有所損失。銀行一般要求櫃員對顧客態度親切誠懇，為顧客提供銀行服務及有關他們帳戶的資訊。

## 服務範圍
通常包括：
- 存入／套現支票（cheque cashing/depositing）
- 儲蓄存／取（saving deposits/withdrawals）
- 發出本票（official Cheque issuing such as Cashier's Cheques, Traveler's Cheques, Money Orders, Federal Draft issuances, etc.）
- 收取付費（payment receiving）
- 戶口往來滙款（transfer）
- 定期存款（fixed deposit）
- 外幣業務（foreign exchange）
- 股票買賣（securities trade）
- 存摺補登（bankbook upgrading）
- 金錢兌換（exchanging money）

## 工作環境
每一個櫃員都在櫃檯工作，附有現金抽屜，與顧客在一窗之隔。

## 行業風險
銀行劫案一般被視為該職業的最高風險。

## 地區特色
世界各地的櫃員並非皆與顧客分隔著一個窗戶，例如澳洲。